# 나카마시
나카마시(일본어: 中間市)는 일본 후쿠오카현 북부에 있는 시이다. 지쿠호 탄전의 한 부분을 담당하는 도시로 일본의 근대 산업 발전을 뒷받침했지만 에너지 혁명으로 큰 타격을 받아 일시적으로 인구가 크게 침체했다. 이후 탄광 도시에서 기타큐슈 도시권의 주택도시로 변모하여 현재에 이른다. 이전에는 온가군에 속했다.

## 지리
시의 거의 중앙부를 남북으로 가로지르는 1급 하천 온가강을 기준으로 가와니시(川西)와 가와히가시(川東) 2개의 지구로 나눌 수 있다. 동부 지역에는 주택지와 상업 시설이 있고 전 인구의 약 90%가 이 동부 지역에 집중되어 있다. 한편 서부 지역에는 농경지와 공원 등 녹지가 있고 일부에는 공업단지도 입지하고 있다.

## 인접하는 자치체
- 기타큐슈시(야하타니시구)
- 미즈마키정
- 온가정
- 구라테정

## 역사
- 1889년 - 나카마촌과 이와세촌이 합병해 나카쓰촌이 되었다.
- 1922년 - 정으로 승격해 나카쓰정이 되었다.
- 1924년 - 나카마정으로 개칭하였다.
- 1932년 - 나카마정과 소코이노촌이 합병해 나카마정이 되었다.
- 1958년 - 시로 승격해 나카마시가 되었다.

## 교통

### 철도
- 규슈 여객철도 지쿠호 본선(후쿠호쿠유타카선)
- 지쿠호 전기 철도 지쿠호 전기 철도선